# Валентина Пенроуз
Валентина Пенроуз, уроджена Валентина Буе (фр. Valentine Boué, Valentine Penrose, 1 січня 1898, Мон-де-Марсан, Франція — 7 серпня 1978, Чиддінглі, Східний Суссекс, Англія) — французька письменниця і художниця-сюрреалістка.

## Життєпис
1925 року вийшла заміж за британського художника, письменника, історика мистецтва Роланда Пенроуза, але офіційно їхній шлюб ніколи не реєструвався. Подружжя входило до кола французьких сюрреалістів, товаришували з Елюаром, Ернстом, Міро. 1926 року вірші Валентини з'явилися в журналі Les Cahiers du Sud. Разом із багатьма своїми друзями-сюрреалістами вона знялася у фільмі Бунюеля та Далі «Золотий вік».
У середині 1930-х років захопилася індуїзмом, разом із дружиною Вольфганга Паалена Алісою жила в ашрамі. Валентина і Роланд дотримувалися різних поглядів на традиції Індії, східну думку та філософію, що призвело до зростання дистанції між подружжям. Вони розлучилися 1937 року. 1939 року Валентина повернулася до Англії, де увійшла до кола англійських сюрреалістів.
Під час війни колишнє подружжя знову зустрілося в Лондоні, після чого Валентина прожила половину свого життя з колишнім чоловіком та його другою дружиною Лі Міллер у їхньому будинку в Чиддінглі, у Східному Сассексі. 1944 року Пенроуз пішла на службу до французької армії, служила в Алжирі. Після війни ділила життя між Великою Британією та Францією.

## Творчість
Її історичний роман про Єлизавету Баторій (1962, перевидавався 1984, 2002, 2004, німецький переклад 1965, англійський переклад 1970) привернув увагу Жоржа Батая, відгукнувся в романі Хуліо Кортасара «62. Модель для складання», за його мотивами знято фільм Графиня Дракула (1971) з Інгрід Пітт у головній ролі. «Кривава графиня» також привернула увагу Алехандри Пісарник, яка 1966 року використала історію Пенроуз для своєї роботи «Графиня крові».